# Lijst van gouverneurs van Limburg (Belgische provincie)
Dit is een lijst van gouverneurs van de provincie Limburg in België.

## Franse Republiek(1792-1804)/Franse Keizerrijk(1804-1814)
Tussen 1800-1814, Franse tijd in België, consulaat en keizerrijk, stonden prefecten aan het hoofd van het departement Nedermaas:
| Nr. | Perfect | Perfect                            | Ambtstermijn | Ambtstermijn |
| --- | ------- | ---------------------------------- | ------------ | ------------ |
| 1   |         | Jean Henri Becays Ferrand          | 1800         | 1801         |
| 2   |         | Pierre Loysel (1751-1813)          | 1801         | 1805         |
| 3   |         | Jean-Baptiste Roggieri (1761-1827) | 1806         | 1814         |

## Verenigd Koninkrijk der Nederlanden(1815-1830)
| Nr. | Gouverneur | Gouverneur                                        | Ambtstermijn | Ambtstermijn |
| --- | ---------- | ------------------------------------------------- | ------------ | ------------ |
| 1   |            | Charles de Brouckère (1757-1850)                  | 1815         | 1828         |
| 2   |            | Maximilien Henri Ghislain de Beeckman (1781-1834) | 1828         | 1831         |

## Koninkrijk België(1830-heden)

### Lijst
| Nr.                          | Gouverneur | Gouverneur                                      | Ambtstermijn | Ambtstermijn | Partij | Partij            |
| ---------------------------- | ---------- | ----------------------------------------------- | ------------ | ------------ | ------ | ----------------- |
| 1                            |            | Frans de Loë-Imstenraedt (1789-1838)            | 1830         | 1831         |        | Liberalen         |
| 2                            |            | Jean-François Hennequin (1772-1846)             | 1831         | 1834         |        | Liberalen         |
| 3                            |            | Werner de Lamberts-Cortenbach (1775-1849)       | 1834         | 1843         |        | Katholieken       |
| 4                            |            | Pierre de Schiervel (1783-1866)                 | 1843         | 1857         |        | Katholieken       |
| 5                            |            | Theodoor de T'Serclaes de Wommersom (1809-1880) | 1857         | 1871         |        | Katholieken       |
| 6                            |            | Pieter de Decker (1812-1891)                    | 1871         | 1871         |        | Katholieke Partij |
| 7                            |            | Joseph Bovy (1810-1879)                         | 1872         | 1879         |        | Katholieke Partij |
| 8                            |            | Adolphe Goupy de Beauvolers (1825-1894)         | 1879         | 1894         |        | Liberale Partij   |
| 9                            |            | Henri de Pitteurs-Hiégaerts (1834-1917)         | 1894         | 1914         |        | Katholieke Partij |
| Vacant (Eerste Wereldoorlog) |            |                                                 |              |              |        |                   |
| 10                           |            | Theodore de Renesse (1854-1927)                 | 1919         | 1927         |        | Katholieke Unie   |
| 11                           |            | Hubert Verwilghen (1883-1955)                   | 1928         | 1950         |        | Katholieke Unie   |
| [ 1 ]                        |            | Gérard Romsée (1901-1975)                       | 1940         | 1941         |        | VNV               |
| [ 1 ]                        |            | Joseph Lysens (1896-1950)                       | 1941         | 1944         |        | VNV               |
| 12                           |            | Louis Roppe (1914-1982)                         | 1950         | 1978         |        | CVP               |
| 13                           |            | Harry Vandermeulen (1928-2022)                  | 1978         | 1995         |        | CVP               |
| 14                           |            | Hilde Houben-Bertrand (1940)                    | 1995         | 2005         |        | CVP               |
| 15                           |            | Steve Stevaert (1954-2015)                      | 2005         | 2009         |        | sp.a              |
| [ 2 ]                        |            | Herman Meers                                    | 2009         | 2009         |        |                   |
| 16                           |            | Herman Reynders (1958)                          | 2009         | 2020         |        | sp.a              |
| [ 2 ]                        |            | Michel Carlier                                  | 2020         | 2020         |        | sp.a              |
| 17                           |            | Jos Lantmeeters (1964)                          | 2020         | heden        |        | N-VA              |